# Hrabstwo Prince Edward (Ontario)
Prince Edward - historyczne hrabstwo w Ontario, w Kanadzie. Przestało istnieć w 1998, kiedy to zmieniono jego status na samodzielne miasto Prince Edward.